# Maria Scicolone
Maria Scicolone, all'anagrafe Marianna Pia Villani Scicolone (Roma, 11 maggio 1938), è un personaggio televisivo e scrittrice italiana.

## Biografia
Nasce a Roma nel 1938 dall'insegnante di pianoforte Romilda Villani e da Riccardo Scicolone, secondogenita della coppia. I genitori non erano sposati, e dopo una convivenza a Roma, dove era nata la prima figlia della coppia, Sofia Costanza Brigida Villani Scicolone (poi nota come Sophia Loren), l'uomo lasciò la compagna e tornò a Pozzuoli nella casa familiare. Mentre Riccardo riconobbe la prima figlia cresciuta in casa sua a Roma, non riconobbe inizialmente Maria, che crebbe nella casa dei nonni.
Frequentate le scuole elementari a Pozzuoli con il nome di Maria Villani (cognome materno), venne obbligata dalla madre Romilda a interrompere gli studi e a seguirla a Roma, dove lei si era già trasferita con Sofia per un provino a Cinecittà andato a buon fine. Raggiunte le due nella capitale, la giovane Maria fu costretta a rimanere in stanza chiusa a chiave. Sebbene fosse desiderosa di terminare gli studi, le venne impedito di studiare poiché era considerato sconveniente che la sorella dell'allora promettente attrice Sofia Scicolone frequentasse la scuola media inferiore con il nome di Maria Villani in quanto non riconosciuta dal padre.
Quando, però, il padre Riccardo, rimasto indebitato per degli affari immobiliari non andati a buon fine, chiese a Romilda un prestito di due milioni di lire tramite l'ormai famosa figlia Sofia, la somma venne concessa solo in cambio del riconoscimento di Maria. Divenuta Maria Scicolone, prese il diploma di licenza media ventenne, e riuscì a terminare gli studi sino al conseguimento della laurea in lettere nel 1976, trentottenne.
Accompagnò spesso la sorella Sofia col suo produttore e compagno Carlo Ponti in giro per i set mondiali, tra cui la Spagna e Hollywood. Grazie alle sue doti canore e culinarie si fece conoscere anche a livello internazionale, duettando, seppure per gioco, come da lei stessa dichiarato, con Frank Sinatra che le propose un'audizione per partecipare a un suo futuro album, prevedendo per lei una brillante carriera. Nel 1972 incise il brano Non finisce mai, sigla di coda della miniserie La donna di picche.
Tornata a Roma, Maria conobbe il pianista jazz Romano Mussolini, quarto figlio di Benito Mussolini e Rachele Guidi. Dopo un periodo di frequentazione la coppia si sposò nel 1962 a Predappio con grande risalto della stampa. La coppia ebbe due figlie: Alessandra nel 1962 ed Elisabetta nel 1967; entrambe le figlie l'hanno resa nonna. Il matrimonio non fu di lunga durata a causa delle frequenti relazioni extra-coniugali di Romano Mussolini: i due si separarono nel 1971 ottenendo il divorzio definitivo nel 1976.
Crollata a causa di un esaurimento nervoso, conobbe in clinica il cardiologo iraniano Abdoul Majid Tamiz, primario del reparto di Cardiologia riabilitativa all'ospedale S. Camillo Forlanini, con cui si sposò in seconde nozze.
Rimase accanto alla madre Romilda fino alla morte per cancro avvenuta nel 1991. Nel 2006 partecipò alle esequie dell'ex-marito Romano Mussolini, accompagnando le figlie. Nel 2016 a Domenica Live fece la sua ultima apparizione pubblica con la figlia Alessandra, per poi ritirarsi definitivamente a vita privata.
Maria Scicolone è divenuta nota al grande pubblico come cuoca e scrittrice di ricette culinarie, spesso ospite come opinionista in programmi televisivi. All'inizio degli anni duemila tenne una rubrica fissa all'interno di Unomattina con Luca Giurato e Paola Saluzzi. Ha all'attivo tre pubblicazioni come autrice: A tavola con il duce: ricette e racconti inediti di casa Mussolini, in cui alterna ricette di cucina a aneddoti personali sulla famiglia del primo marito; La cucina delle mie certezze, in cui similmente alterna ricordi dei viaggi al seguito della sorella Sofia a ricette di pietanze da lei servite a grandi stelle del jet-set internazionale, tra cui Anthony Quinn, Frank Sinatra, Michael Jackson, Cary Grant, Nancy Reagan; La mia casa è piena di specchi, biografia di Maria, della madre Romilda e della sorella Sofia, dalla quale venne tratta un'omonima miniserie televisiva trasmessa da Rai1 nel 2010.

## Opere
- A tavola con il duce: ricette e racconti inediti di casa Mussolini, Roma, Gremese, 2004, ISBN 9788884403247.
- La mia casa è piena di specchi, Roma, Gremese, 2004, ISBN 9788884402974.
- La cucina delle mie certezze, Segrate, Mondadori, 2008, ISBN 9788804582656.

## Discografia
Singoli
- 1971 - It's Impossible/I can't give you anything but love (Regalia) (come Maria)[12]
- 1972 - Non finisce mai (Philips)

## Filmografia

### Cinema
- Sophia: Ieri oggi e domani, regia di Massimo Ferrari (2007) (documentario)
- Becoming Sophia, regia di Gianluigi Attorre (2012) (documentario)

### Doppiaggio
- Shaolin Soccer- Arbitri, rigori e filosofia zen (少林足球S, Shàolín zúqiúP), regia di Stephen Chow (2001)

## Televisione
- VIP Schaukel (1974)